# Krka (Slovenia)
La Krka (pronuncia [ˈkəɾka]; in tedesco Gurk, pronuncia tedesca [ɡʊʁk]) è un fiume della Slovenia, affluente di destra della Sava.

## Descrizione

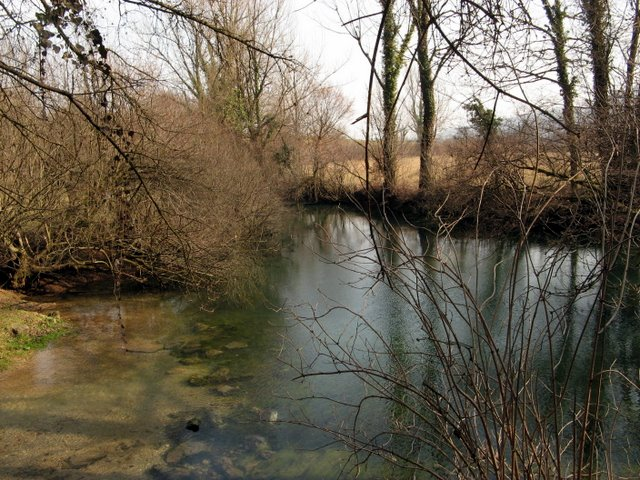
Le sorgenti della Krka.

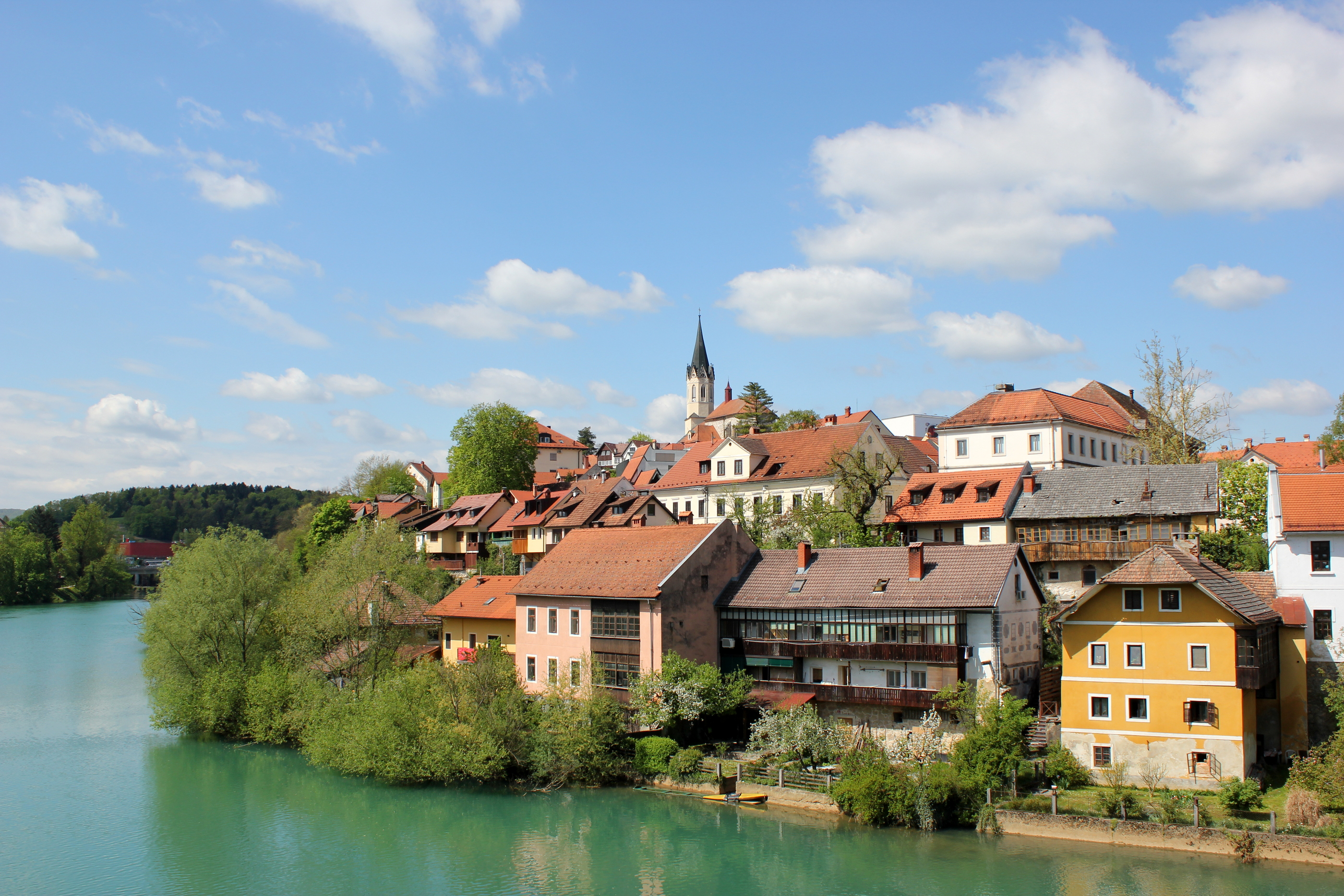
La Krka a Novo Mesto.

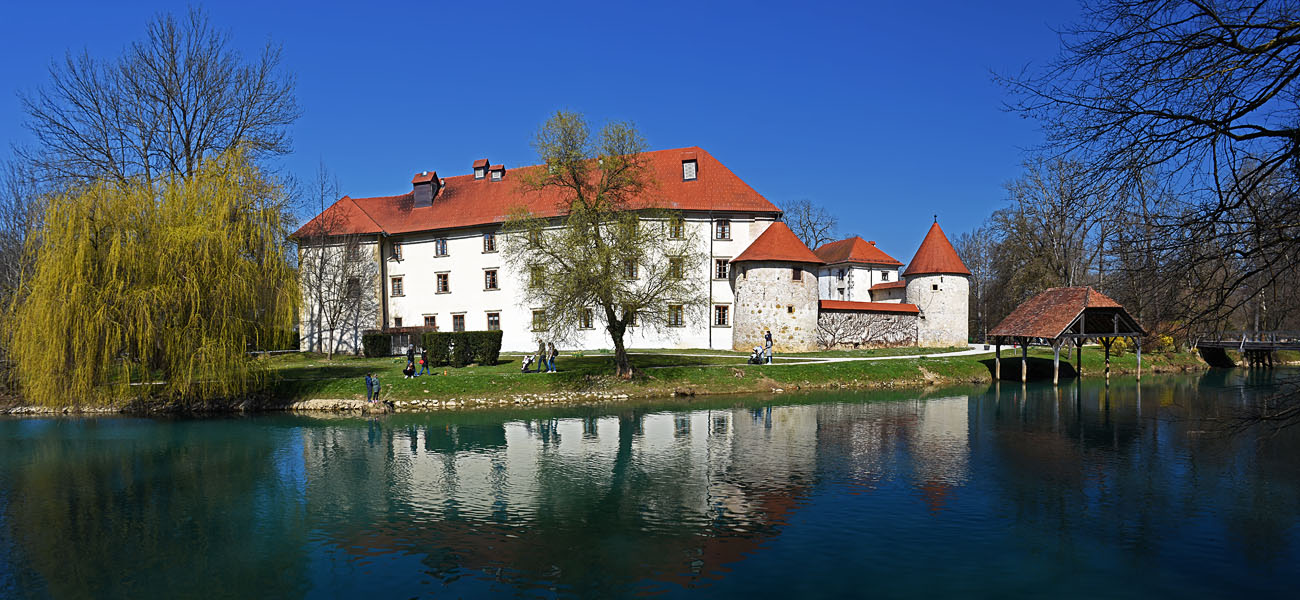
Il castello di Otočec situato su un'isola della Krka.

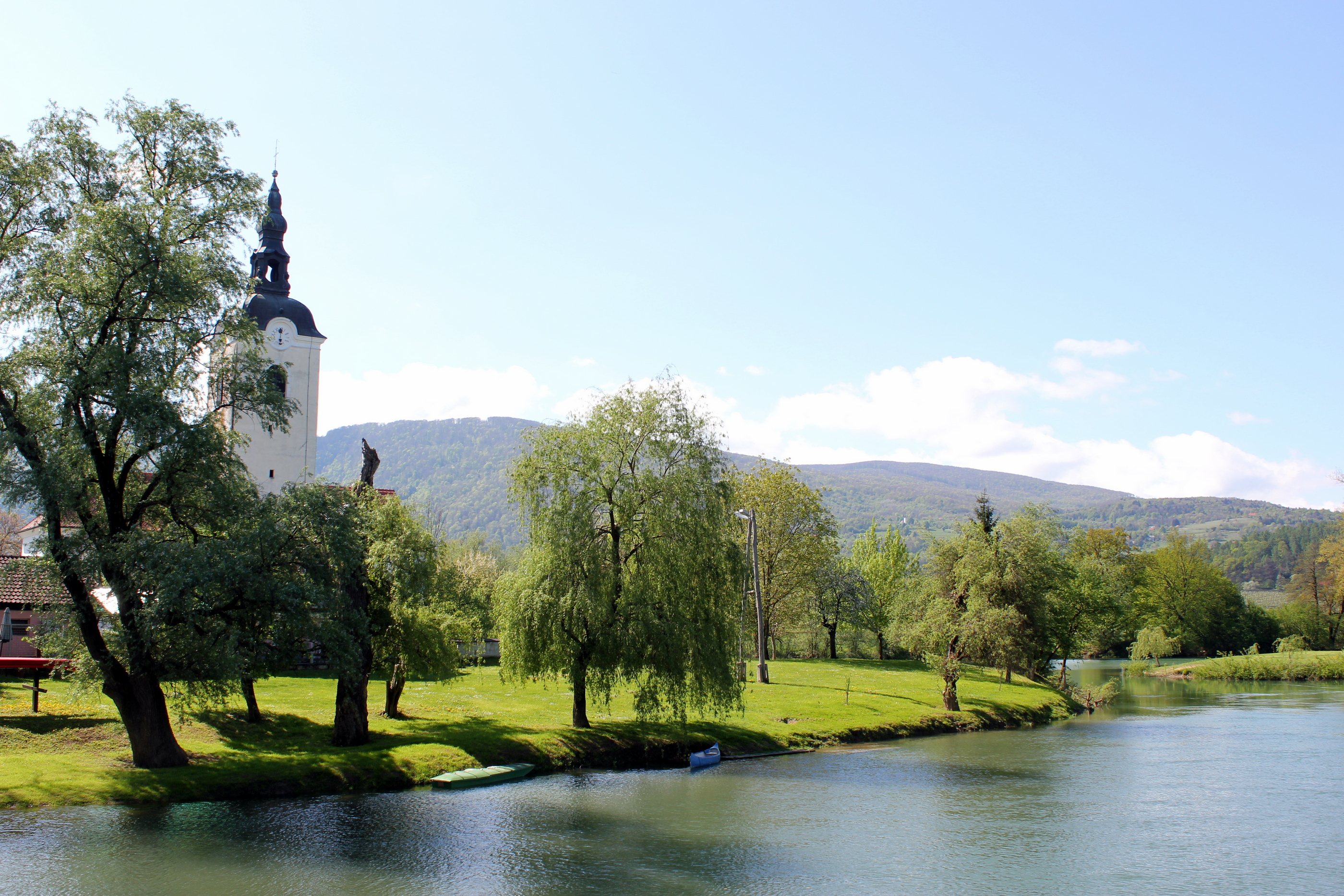
La Krka a Kostanjevica na Krki.

La Krka nasce da una sorgente carsica in una valle nei pressi della grotta di Krka, a nord dell'omonimo villaggio, a circa 25 km a sud-est di Lubiana. Il fiume scorre poi verso sud-est dando origine ad una cascata a gradini per poi bagnare le città di Žužemberk, Dolenjske Toplice, Novo Mesto e Kostanjevica na Krki; la Krka lambisce il castello di Otočec. Sfocia infine nella Sava nei pressi di Brežice, vicino al confine croato. Il principale affluente è la Prečna.
Lungo 93 km, è il secondo fiume per lunghezza che scorre interamente in Slovenia, dopo la Savinja.

## Origine del nome
I primi riferimenti scritti alla Krka risalgono al 799 come Corca, mentre nel 1025 vi si fa riferimento come Gurke e come Gurka fluvio nel 1249. Il toponimo in lingua slovena deriva dalla slavo Kъrka, basato sul termine romanzo Corcra o Corca, a sua volta derivante da Corcora. Il nome si pensa possa avere una origine onomatopeica di derivazione pre-romanza.